# Каванья, Анджела
Анджела Каванья (итал. Angela Cavagna; род. 6 июня 1966, Генуя, Италия) — итальянская фотомодель, актриса, телеведущая и популярная певица 80-х годов XX века.

## Биография
Получив балетное образование, Каванья поступила в труппу Сабрино Сапперно как певица и танцовщица.
В 1988 году она дебютировала в телепрограмме Trisitors, затем до января 1992 года проработала в вечерней программе.

### Телевидение
- Trisitors (1988)
- Striscia la notizia (1990—1992)
- Il TG delle vacanze (1991)
- Detto tra noi (1993—1994)
- Guida al campionato (1995—1996)
- Unomattina (2002)
- La Fattoria 3 (2006)

## Дискография

### Альбомы
- 1990 — Sex is movin'
- 1992 — Io vi curo

### Синглы
- 1989 — Dynamite
- 1990 — Easy life

## Фильмография
- «Пояс верности», режиссёр Мариано Лауренти (1996)